# Niterra
Niterra Co., Ltd. (⽇ 本 特 殊 陶 業 株 式 会 社, Nippon Tokushu Tōgyō kabushiki gaisha) ist eine Aktiengesellschaft, die 1936 gegründet wurde und ihren Sitz in Nagoya, Japan hat. Das Unternehmen, das früher NGK SPARK PLUG Co. Ltd. hieß, produziert und vertreibt im Automobilbereich (mit seinen Marken NGK Ignition Parts und NTK Vehicle Electronics) Zündkerzen und Produkte für Verbrennungsmotoren sowie Sensoren und Technische Keramik für eine breite Palette von Anwendungen in der Automobilindustrie und darüber hinaus.
Niterra ist ein zusammengesetztes Wort, das die lateinischen Begriffe ‘Niteo’ für ‘glänzen’ und ‘Terra' für 'Erde' enthält.
Das Unternehmen beschäftigt (Stand: April 2024) weltweit rund 15.900 Mitarbeiter und erwirtschaftet mit seinen Aktivitäten in den Bereichen Automobil und Technische Keramik weltweit einen Jahresumsatz von rund 4,45 Milliarden Euro.
Niterra betreibt weltweit ein Netzwerk von 61 konsolidierten Tochtergesellschaften, 24 Produktions- und Vertriebsorganisationen, vier Technologiezentren und drei Venture Labs. Im Jahr 2021 verlegte Niterra seinen globalen Hauptsitz in das N-Forest Building in seinem Werk in Komaki, Japan.

## Gesellschaften

### USA
Niterra North America, Inc. (ehemals NGK SPARK PLUGS (USA)) wurde 1966 als Tochtergesellschaft der japanischen Niterra Co, Ltd. (ehemals NGK SPARK PLUG Co., Ltd.) gegründet. Der Hauptsitz des Unternehmens befand sich zunächst in Kalifornien und wurde dann an seinen heutigen Standort in Wixom, Michigan, verlegt. Das Unternehmen stellt sowohl Zündkerzen als auch Lambdasonden in Sissonville, West Virginia, her.

### Europa

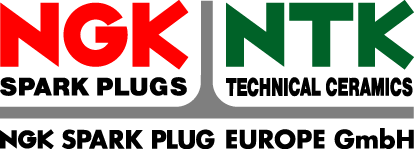
Logo der NGK Spark Plug Europe GmbH

Niterra gründete 1975 seine erste europäische Tochtergesellschaft NGK SPARK PLUG (U.K.) Ltd. Im Jahr 1979 wurde die zweite europäische Tochtergesellschaft, NGK SPARK PLUG DEUTSCHLAND GmbH, in Deutschland eröffnet. Zehn Jahre später übernahm sie als NGK SPARK PLUG EUROPE GmbH die Verantwortung für das Geschäft in Europa. Im Jahr 2017 wurde ihr Aufgabenbereich auf die gesamte EMEA-Region ausgeweitet. Im April 2023 wurde der englischsprachige Name des Unternehmens in Niterra umbenannt.
President & CEO der Niterra EMEA GmbH, Regional President EMEA und Corporate Officer des Global Headquarters in Japan ist seit April 2019 Damien Germès und beschäftigt rund 770 Mitarbeiter in der EMEA-Region.
Niterra EMEA verfügt über sechs regionale Unternehmen sowie eine Produktionsstätte in Südafrika. Im Jahr 2023 beläuft sich der Anteil der EMEA-Verkäufe auf 24 % des weltweiten Umsatzes der Gruppe. In seinem Werk in Südafrika werden jährlich 22 Millionen Zündkerzen hergestellt.
Im Jahr 2017 eröffnete das Unternehmen das europäische Regionale Distributionszentrum in Duisburg, Deutschland. Es umfasst 21.000 m² Lagerfläche, mit einem Team von rund 100 Mitarbeitern und beliefert Kunden in 44 europäischen Ländern.
Im Jahr 2018 wurde das Unternehmen Gesellschafter des Automotive-Aftermarket-Datenunternehmens TecAlliance.

## Produkte
Niterra liefert Zünd- und Sensorprodukte für Anwendungen der Geschäftsfelder Pkw und Transporter, Zweirad, ATV/SSV, Schneemobil, Landwirtschaft, Gartenbau, Marine und Industrie. Auf dem Ersatzteilmarkt werden diese Produkte an Teilegroßhändler und Distributoren geliefert.
Das Zündungssortiment des Unternehmens umfasst Zündkerzen, Glühkerzen, Zündspulen, Zündleitungen sowie Zündkerzenstecker und wird unter der Marke NGK Ignition Parts angeboten.
Niterras Angebot an Fahrzeugelektronik umfasst Lambdasonden, Abgastemperatursensoren, Luftmassenmesser und Saugrohr- sowie Ladedrucksensoren, Drehzahl- und Positionssensoren und Abgasrückführungsventile, sowie Abgas- und Differenzdrucksensoren (EDPS), die alle unter der Marke NTK Vehicle Electronics geführt werden.
Darüber hinaus stellt der Unternehmensbereich technische Keramik unter der Marke NTK Technical Ceramics Halbleiterprodukte, Feinkeramik und Produkte für die medizinische Industrie her.

## Zukunft
Seit 2018 hat Nittera drei „Venture Labs“ gegründet. Diese Innovationszentren sollen das Unternehmen für die Zukunft aufstellen. Sie konzentrieren sich auf drei Bereiche: Smart Health, Smart Mobility und Umwelt & Energie und befinden sich in Tokio, Japan, im Silicon Valley, USA, und in Berlin, Deutschland.
Mit dem Ziel, bis 2050 CO2-Neutralität zu erreichen, hat Niterra die „Eco Vision 2030“ ins Leben gerufen. Basierend auf den Zielen für nachhaltige Entwicklung der Vereinten Nationen (Sustainable Development Goals, SDGs) definiert diese Vision die Meilensteine der Unternehmensziele bis zum Ende dieses Jahrzehnts und den folgenden zehn Jahre bis 2040. 
Aktuell ist das Unternehmen dabei, seine Organisation und sein Geschäftsportfolio in Richtung Nachhaltigkeit zu transformieren. Zu diesem Zweck wurden vier Geschäftssäulen festgelegt: Mobilität, Medizin, Umwelt und Energie sowie Kommunikation.
Im Rahmen dieser Transformation hat das Unternehmen im April 2021 einen mit 100 Millionen Dollar dotierten Unternehmensrisikokapitalfonds (Corporate Venture Capital Fund) eingerichtet, um neue Chancen in diesen Bereichen zu verfolgen. Darüber hinaus expandiert das Unternehmen in neue Geschäftsfelder durch Fusionen und Übernahmen von Unternehmen, z. B. im medizinischen Umfeld, sowie durch Start-ups, die mit zusätzlichen digitalen Dienstleistungen im Automobilbereich zu diesem Ziel beitragen.

## Engagement im Motorsport
Niterra ist auch Lieferant des Formel-1-Teams der Scuderia Ferrari. NGK war von 2007 bis 2011 der exklusive Zündkerzenlieferant für die IndyCar Series. Seit 2012 beliefert das Unternehmen nur noch die Teams der IndyCar-Serie, die von Honda betrieben werden. Darüber hinaus unterstützt NGK eine Reihe von Teams in Rennkategorien wie MotoGP, Moto2, Moto3, der Rallye-Weltmeisterschaft, der Motocross-Weltmeisterschaft, der FIM Trial-Weltmeisterschaft und der Superbike-Weltmeisterschaft. 2022 ist NGK offizielle technische Partner des X-raid-Motorsportteams für die Rallye Dakar.